# Watkin Tudor Jones
Watkin Tudor Jones (Johannesburg (Zuid-Afrika), 26 september 1974), beter bekend als Ninja, is een Zuid-Afrikaans rapper en muziekproducent. Samen met Anri du Toit (Yolandi Visser) en DJ Hi-Tek vormt hij de hiphopgroep Die Antwoord.

## Biografie
Jones, geboren in Johannesburg, verhuisde na het behalen van zijn middelbareschooldiploma in 1993 aan de Parktown Boys' High School naar Kaapstad. Vanaf 1995 maakte hij deel uit van verschillende hiphopprojecten, zoals The Original Evergreen, MaxNormal.TV en The Constructus Corporation. In Kaapstad ontmoette hij Anri du Toit. Du Toit en Jones hadden tien jaar een relatie en beschrijven elkaar als ultieme beste vrienden voor altijd. Wel hebben de twee samen een dochter, Sixteen Jones. Met Anri vormde hij in 2008 Die Antwoord, waarmee ze internationaal succes boekten. Nadat ze uit elkaar waren gegaan, was het aanvankelijk moeilijk om Die Antwoord te laten bestaan. Ze bleven samenwerken en wonen samen ondanks dat Jones er een erg losbandig leven op na hield. Nadat hun verhuizing van Los Angeles terug naar Zuid-Afrika veranderde er veel. Ze adopteerden drie kinderen en hun relatie veranderde volledig. Jones verklaarde dat hij voor de betovering van Du Toit was gevallen en dat zij de leider van het universum was en hij tot in de eeuwigheid haar beschermer zou zijn.

## Carrière
Van 1998 tot 2001 maakte Jones onder verschillende pseudoniemen, zoals Max Normal en MC Totally Rad, deel uit van enkele muzikale projecten, waarmee hij bekendheid vergaarde in het Zuid-Afrikaanse underground-hiphopcircuit.

#### Max Normal
Onder het pseudoniem Max Normal formeerde hij de groep met dezelfde naam en in 2001 bracht hij daarmee het album Songs from the Mall uit. De band trad op op verschillende Zuid-Afrikaanse popfestivals. Max Normal trad ook op in Londen en op Pukkelpop. Begin 2002 werd Max Normal ontbonden en verhuisde Jones naar Kaapstad.

#### The Constructus Corporation
In 2002 vormde Jones het muzikale project The Constructus Corporation. Later dat jaar verscheen het thema-album The Ziggurat. The Constructus Corporation werd in 2003 opgeheven.

#### Die Antwoord
Internationaal succes kwam er met Die Antwoord, een experimentele hiphop-, rave- en technoformatie waarmee hij, onder het pseudoniem Ninja, samen met Anri du Toit (als ¥o-Landi Vi$$er) en DJ Hi-Tek drie albums uitbracht. Het derde album (Ten$ion) werd uitgebracht op Jones' eigen label, Zef Records.

### Chappie
In 2015 speelde Jones samen met Yo-Landi in de sciencefictionfilm Chappie van de Zuid-Afrikaanse regisseur Neill Blomkamp, waarin ook Hugh Jackman en Sigourney Weaver te zien zijn. In deze film wordt een politie-robot gestolen en opnieuw geprogrammeerd, waardoor hij de eerste robot wordt die zelf kan nadenken en gevoelens heeft. Wanneer deze androïde, genaamd Chappie, gekidnapt wordt door Ninja en Yo-Landi, vormt hij al snel een bedreiging voor de politiestaat. Alle middelen worden ingezet om hem te vernietigen en te voorkomen dat er meerdere soortgelijke androïden worden geproduceerd.

## Discografie

#### The Original Evergreen
- Puff the Magik (1995)
- Burn the Evidence (1998)

#### Solo
- Memoirs of a Clone (2001)
- The Fantastic Kill (2005)

#### Max Normal
- 2001: Songs from the Mall

#### The Constructus Corporation
- 2003: The Ziggurat

#### MaxNormal.TV
- 2007: Rap Made Easy
- 2008: Good Morning South Africa

#### Die Antwoord
- 2009: $O$
- 2010: 5 (ep)
- 2012: Ten$Ion
- 2014: Donker Mag
- 2016  Mount Ninji and da Nice Time Kid